# ワシーリー・ソコロフスキー
ワシーリー・ダニロヴィチ・ソコロフスキー（ロシア語: Васи́лий Дани́лович Соколо́вский、1897年7月21日 - 1968年5月10日）は、ソビエト連邦の軍人。1918年2月から1968年5月まで軍務にあった。

## 経歴
1897年7月21日にロシア帝国の白ロシアのグロドノ県コズリキ(現在のポーランドのヴャウィストク郡)でベラルーシ人の貧しい農家に誕生した。1918年2月に赤軍に入隊し、1921年10月に労農赤軍軍事アカデミー、1928年に高等学術課程を卒業した。
1918年6月から東部・南部・カフカース戦線で戦い、中隊長、大隊参謀長、連隊長補佐官、連隊長、狙撃師団参謀長先任補佐官、旅団長、第32狙撃師団参謀長を歴任した。アカデミー卒業後は1921年11月にトルケスタン戦線参謀部の作戦課長代行、作戦局長補佐官、1924年5月に師団参謀長、師団長を歴任し、フェルガナ及びサマルカンド州の軍集団を指揮した。バスマチとの戦闘における功績により、1928年2月に赤旗勲章を授与された。
1924年8月にモスクワ軍管区の師団参謀長、1926年10月に北カフカーズ軍管区と白ロシア軍管区の狙撃軍団参謀長を歴任した。1930年7月から狙撃師団長、1935年1月から沿ヴォルガ軍管区参謀次長、同年5月からウラル軍管区参謀長、1938年4月からモスクワ軍管区参謀長、1941年2月から参謀次長となった。

### 第二次世界大戦期
1941年7月から1942年1月・1942年5月から1943年2月まで西部戦線参謀長、1941年7月から同年9月・1942年2月から同年5月まで西部方面軍参謀長となる。1943年2月から西部戦線司令官となり、ルジェフ・ヴャゼムスキー、オリョール、スモレンスク作戦を遂行した。1944年4月から第1ウクライナ戦線参謀長、1945年4月から第1白ロシア戦線副司令官となり、リヴォフ・サンドミール、ヴィスワ・オーデル作戦、ベルリンの戦いに参加した。1945年5月に第二次世界大戦中の功績に対して、ソ連邦英雄の称号を授与された。

### 第二次世界大戦後
1945年7月に駐ドイツソビエト占領軍集団副総司令官、1946年3月からは総司令官となると同時に、駐ドイツ監督会議ソビエト連邦代表議員を兼任した。1949年3月から軍事第一次官、1952年6月から1960年4月まで参謀総長及び軍事第一次官（国防第一次官）、1960年4月から国防省監察総監となった。なお第2期から第7期の最高会議代議員であった。
1968年5月10日にモスクワにて、70歳で死去した。

## 著作
- «Военная стратегия»（「軍事戦略」）
  - 邦訳『ソ連の軍事戦略』（ 完倉寿郎,  実松譲：翻訳、ランド・コーポレーション：解説／恒文社／ 1964年)
- «Разгром немецко-фашистских войск под Москвой»（「モスクワ郊外におけるドイツ・ファシスト軍の撃破」）